# Psicoprofilaxis
Psicoprofilaxis Quirúrgica es el proceso psicoterapéutico de objetivos preventivos, focalizado en la situación quirúrgica; planificado para promover, en el funcionamiento afectivo, cognitivo, interaccional y comportamental del enfermo, recursos que lo orienten a afrontar la fase quirúrgica, reducir efectos emocionales adversos y facilitar la recuperación biopsicosocial.

## En el mundo
La Psicoprofilaxis Quirúrgica o P.Q., se orienta a las intervenciones psicológicas ante enfermedades médicas de resolución quirúrgica. Desde la denominación de "preparación psicológica para las intervenciones quirúrgicas", surge en países anglosajones hacia fines de la II Guerra Mundial.

## Prácticas en Argentina
En la Argentina comienza a practicarse en la década del 60 y organiza su quehacer en la cirugía pediátrica. Son pioneras en este campo, María Inés Egozcue, María Rosa Glasserman, Arminda Aberasturi, Florinda Glocer y María Mucci. Por su visión integradora, se convierte en un conjunto de conocimientos, acciones, recursos y habilidades específicas. En las últimas décadas, los desarrollos de la Psicología la enmarcan en la Psicología Clínica y de la Salud.

## Psicología y Medicina
Se trata de una práctica de límites precisos que se ubica en intersección interdisciplinaria de la Psicología y la Medicina. Dicha intersección posibilita integrar al "psi" en equipos y servicios quirúrgicos. Su práctica no se limita a la asistencia psicológica de enfermos quirúrgicos, se extiende a su familia, se integra interdisciplinariamente, con y en el equipo quirúrgico.
En esta práctica el espectro de aplicaciones es heterogéneo, dado que los procedimientos quirúrgicos están en relación con la enfermedad en sí, el órgano, aparato o sistema comprometido; los riesgos, la complejidad del acto médico. Además, posibilita detectar precozmente síntomas psicológicos que pueden afectar el curso de la enfermedad y requieren asistencia psicológica en: oncología, trasplantes de órganos, urgencias y emergencias, cuidados intensivos, cuidados paliativos y pacientes con límite de vida, entre otras especialidades.
En tal sentido, la P.Q., sin apuntar a la "psicologización" de la problemática quirúrgica ni "reducirla" a lo orgánico aborda los síntomas psicológicos que se producen ante el proceso que conduce a una cirugía. El tratamiento de dichos síntomas requiere trabajar en comunicación estrecha con los cirujanos y tener en cuenta las peculiaridades del contexto quirúrgico.

## Psicoprofilaxis Obstétrica
Consiste en una educación racional, física y psíquica de la mujer, que no requiere del empleo de medicamento alguno. Desde los tiempos bíblicos se ha comprobado que la maternidad se presentaba acompañada de dolores. No era más que un hecho comprobado y jamás se trató de explicar en forma racional Y científica la causa íntima de dichos sufrimientos. El dolor era admitido y considerado por todos como una manifestación natural, fisiológica e inevitable de la parturición. Por la aparición de los dolores la mujer diferencia las contracciones, del comienzo del parto de las del embarazo. El dolor, en el lenguaje obstétrico, es considerado no solamente como una manifestación habitual del parto, sino también como una evidencia útil, ya que permite a la mujer, reconocer el comienzo del trabajo de parto y seguir su evolución. Este modo de pensar surgió de la casi constancia del carácter doloroso de la contracción uterina durante el parto. Por esta razón, muchos se niegan a creer en este método, así como se niegan a creer en la posibilidad de suprimir el dolor antes de administrar anestesia. 
El parto Psicoprofiláctico nació en la Unión Soviética en el año 1930. Cuando un grupo de médicos de esa nación empezó a aplicar las técnicas de Condicionamiento del fisiólogo ruso Iván Petróvich Pávlov a las parturientas, para que su respuesta a las contracciones uterinas fuera positiva, exenta de miedo o dolor.
Es en 1952 cuando el tocólogo francés F. Lamaze (1958) presenta, en la Policlínica de los
Metalúrgicos de París, el primer caso de parto sin dolor, llevando a cabo un programa de educación al parto a través de seis sesiones de dos horas con 15 mujeres y basado fundamentalmente en la información fisiológica y en diversas técnicas de control de estímulos. En 1975, en EE. UU, el porcentaje de mujeres gestantes que utilizaban este tipo de prácticas es superior al 6-7%, programa llevado a cabo bajo el nombre de "Prepared Childbirth" asumido por la "American Society for Psychoprophylaxis in Obstetrics".

## Definición
Es el conjunto de técnicas educativas, teórico-prácticas, que se aplican a las mujeres embarazadas a partir de las 28 semanas de gestación, con el objeto de ayudarla a que aborde y enfrente el proceso del parto sin temor, con la suficiente información, habilidades técnicas y recursos personales, a través de un adecuado conocimiento de: los fenómenos fisiológicos del embarazo y el parto, el entrenamiento en ejercicios prácticos, de tipo obstétrico (respiración, relajación y pujidos) y entrenamiento psicológico (relajación, autocontrol emocional, reducción de la ansiedad, el miedo, de los pensamientos en torno al embarazo y habilidades para encarar situaciones de estrés en el ámbito hospitalario)reduciendo de esta manera el estrés y/o el temor que algunas mujeres sienten ante el parto.